# Holm Hansen Munthe
Holm Hansen Munthe (* 1. Januar 1848 in Stange; † 23. Mai 1898 in Christiania) war ein norwegischer Architekt, der maßgeblich an der Entwicklung des norwegischen Drachenstils beteiligt war.

## Leben
Holm Hansen Munthe, der Sohn des Premier Lieutenants (später Generalmajor und Minister) Adolph Fredrik Munthe (1817–1884) und der Emilie Karen, geborene Hansen (1820–1884), begann seine Ausbildung in Christiania bei dem aus Deutschland stammenden Architekten Wilhelm von Hanno. Wie viele seiner Landsleute, die sich zum Architekten- oder Ingenieur ausbilden ließen, ging auch er anschließend nach Deutschland und studierte ab 1872 am Polytechnikum Hannover bei Conrad Wilhelm Hase. Als dessen Assistent war er in Hildesheim an öffentlichen Bauten beteiligt und arbeitete dort anschließend in der städtischen Verwaltung. 1877 kehrte Munthe nach Norwegen zurück und führte gemeinsam mit Henrik Nissen (1848–1915) ein Architekturbüro.
Für die norwegische Industrie- und Kunstausstellung 1883 schuf er mit dem „Saugbrugs Vereins-Portal“ sein erstes Werk im norwegischen Drachenstil, das heute als „Oskar II. Portal“ im  Norsk Folkemuseum auf der Osloer Halbinsel Bygdøy steht. In Zusammenarbeit mit Henrik Nissen entstanden in Christiania zwischen 1881 und 1883 ein Blockhaus mit Zimmern, Gesellschaftsräumen und einer Badeanlage für Lungenkranke, das Larvik Bads Kurhus og Koldtvandsanstalt, 1883 das Christiania Handelsgymnasium, Munch Tor 4 sowie 1884 die Otto-Andersen-Schule, Uranienborgveien 7. 1885 unterrichtete Munthe an der Königlichen Zeichenschule in Christiania Ornament- und Freihandzeichnen und leitete in dem Jahr auf der Weltausstellung in Antwerpen die Einrichtung der norwegischen Abteilung. 1890 bekam er eine Anstellung als Bauleiter in der „Holmenkollen–Voksenkollen-Gesellschaft“. In dieser Zeit entstanden seine bedeutendsten Bauten im Drachenstil, zu denen das 1889 auf dem Holmenkollen bei Christiania errichtete Holmenkollen Touristhotel und das 1891 fertiggestellte Restaurant Frognerseteren zählen, sowie ein 1891 erbautes Restaurant im heutigen Osloer Stadtteil St. Hanshaugen.
Auf seinen jährlichen Nordlandfahrten lernte Wilhelm II. die Arbeiten Munthes kennen und beauftragte ihn 1891 im ostpreußischen Rominten, dem heutigen Krasnolessje, das kaiserliche Jagdschloss und 1893 die Stabkirche „Hubertuskapelle“ mit 120 Sitzplätzen zu bauen. Aus Begeisterung für die Architektur des St. Hanshaugener Restaurants beauftragte er Munthe zudem mit dem lange geplanten Neubau der Matrosenstation am Jungfernsee in Potsdam. Als Empfangshalle wünschte der Kaiser eine Kopie des Restaurants. Drei hölzerne Wohnhäuser und Bootsschuppen vervollständigten die Anlage.
Mit dem norwegischen Kunst- und Literaturhistoriker Lorentz Dietrichson publizierte Munte 1893 in Berlin einige in Norwegen und Deutschland ausgeführte Bauten unter dem Titel „Die Holzbaukunst Norwegens in Vergangenheit und Gegenwart“. Er war Mitglied und später Vorsitzender der norwegischen Ingenieur- und Architektenvereinigung sowie Mitglied im Vorstand des norwegischen Architekturmuseums. In seinem Todesjahr 1898 erhielt er in Christiania die Ernennung zum Stadtbaumeister. In diesem Jahr öffneten in der Stadt noch zwei nach seinen Entwürfen erbaute Schulgebäude aus rotem Backstein, die Bolteløkka skole in der Eugenies gate und die Lilleborg skole in der Torshovgata.

## Leistung
Im Zuge der Unabhängigkeitsbestrebungen Norwegens und dem damit verbundenen Prozess der kulturellen Identitätsfindung entwickelte sich in der architektonischen Formensprache eine Rückbesinnung auf historische Holzbauweisen, die im ländlichen Baustil der Schweiz ihren Anfang nahm. Gegen Ende des 19. Jahrhunderts und der norwegischen Nationalromantik entwickelte sich aus dem Schweizer Stil der sogenannte Drachenstil, der Elemente aus der Holzarchitektur einheimischer Stabkirchen, alpenländischer Chalets und schmückende Dekorationen aus der Wikingerkunst enthielt.
Holm Hansen Munthe stand an der Spitze der „Renaissancebewegung norwegischer Architektur […], die wieder Bezug auf die Gestalt des horizontalen Blockbaus und der vertikalen Konstruktion der Stabkirchen sowie deren malerische Ausbildung durch Giebel, Vorhallen und reich geschnitzte Stützen, Balken und sonstige Ornamentik nahm […].“ Für seine Verdienste wurde er mit dem Roten Adlerorden 4. Klasse und der Goldenen Verdienstmedaille Oskar II. ausgezeichnet.

## Familie
Holm Hansen Munthe heiratete 1888 Inger Marie Nicoline Munthe (1864–1889), die Tochter des Arztes Christopher Pavels Munthe. Er war verschwägert mit dem Verleger der Tageszeitung „Aftenposten“, Amandus Schibsted (1849–1913), mit dem Landschaftsmaler und Kunstschriftsteller Gerhard Munthe (1849–1929) sowie der Lehrerin, Schriftstellerin und Kinderbuchautorin Margrethe Munthe.

## Werke (Auswahl)

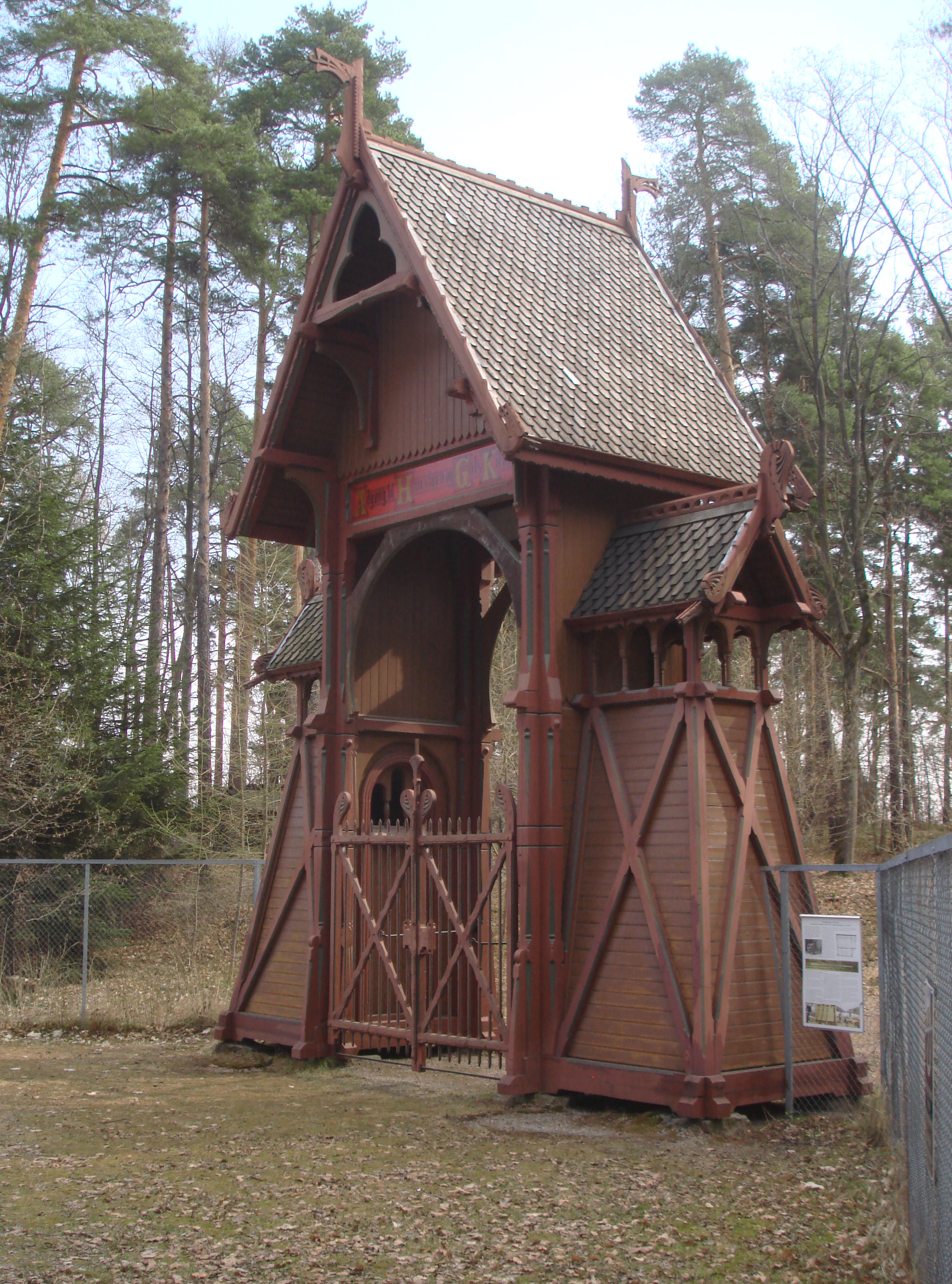
„Oskar II. Portal“, Bygdøy

- Larvik Bads Kurhus og Koldtvandsanstalt, verschiedene Gebäude zusammen mit Henrik Nissen, Christiania, Cort Adelers gate, 1880–1883 (abgerissen)
- „Saugbrugs Vereins-Portal“, 1883 (seit 1907 als „Oskar II. Portal“ im Norsk Folkemuseum, Oslo)
- Wartehalle im Drachenstil am Piperviksbryggen (ehemaliger Schiffsanleger im Osloer Stadtteil Pipervika), Christiania, 1883 (seit 1935 im Norsk Folkemuseum)
- Villa für den Brauereibesitzer Gunerius Flakstad, Hamar, Skappels gate 14, 1884
- Christiana Handelsgymnasium (bis 1985), Christiania, Munchs gate 4, 1883–1885, zusammen mit Nissen
- Otto-Andersen-Schule, Christiania, Uranienborgveien 7, 1884 (1909 abgebrannt), zusammen mit Nissen
- Kirche in Vestby, 1885, zusammen mit Nissen
- Brattvær Kirche, Smøla, 1885, zusammen mit Nissen
- Ab 1887 verschiedene Gebäude im Drachenstil auf dem Holmenkollen, unter anderem das Holmenkollen Touristhotel, 1889 (1895 abgebrannt, später wieder aufgebaut), Christiania, Holmenkollveien 200
- Restaurant im Drachenstil auf dem St. Hanshaugen, Christiania, 1891 (1936 abgebrannt)
- Restaurant Frognerseteren, 1890/91, Christiania
- Kaiserliches Jagdschloss in Rominten (heute Krasnolessje), 1891
- Matrosenstation Kongsnæs, Potsdam, 1891–1895
- Stabkirche „Hubertuskapelle“, Rominten, 1893
- Oslo Lysverkers Dampcentral, Werksgebäude in Christiania, Rosenkrantz' gate 14, 1892
- Villa Jarlsborg, Christiania, Montebelloveien 4, in den 1890er-Jahren
- Sanatorium Kornhaug in Follebu, 1891
- Ferienhäuser in Frogn
- Wohnhaus für den Ministerpräsidenten Christian Schweigaard, Biri (heute Ortsteil von Gjøvik), 1893
- Ullevålsveien skole, Christiana, Bolteløkka Allé 10 (1911/13 durch Bredo Berntsen erweitert)
- Bolteløkka skole, Christiania, Eugenies gate, 1898
- Lilleborg skole, Christiania, Torshovgata, 1898

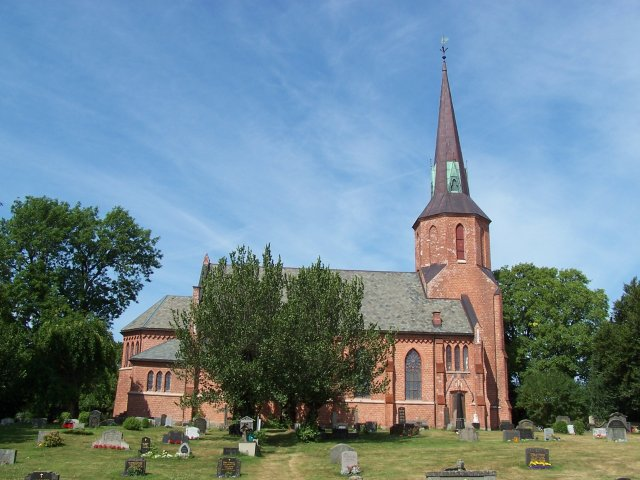
Kirche in Vestby
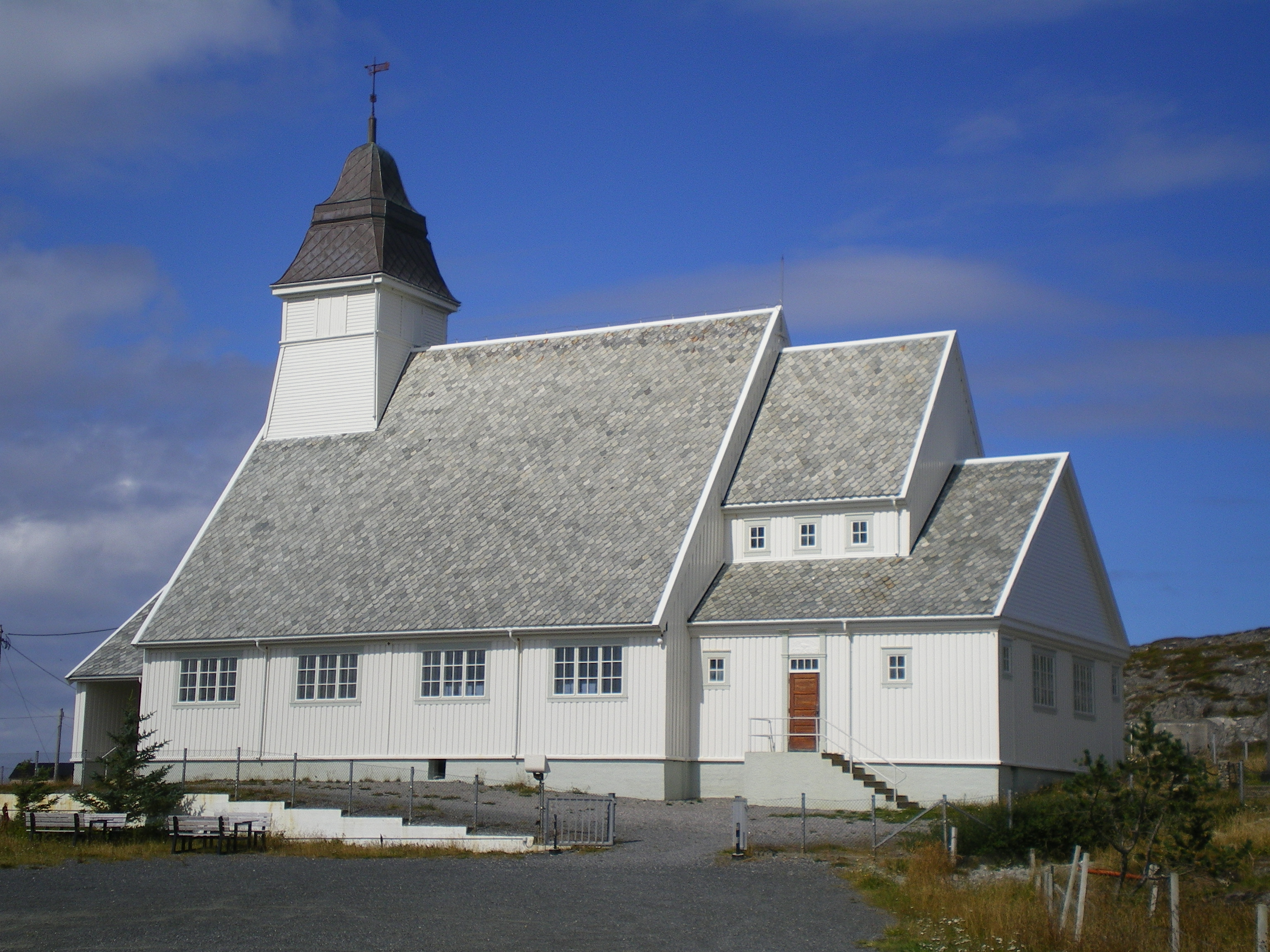
Brattvær Kirche, Smøla
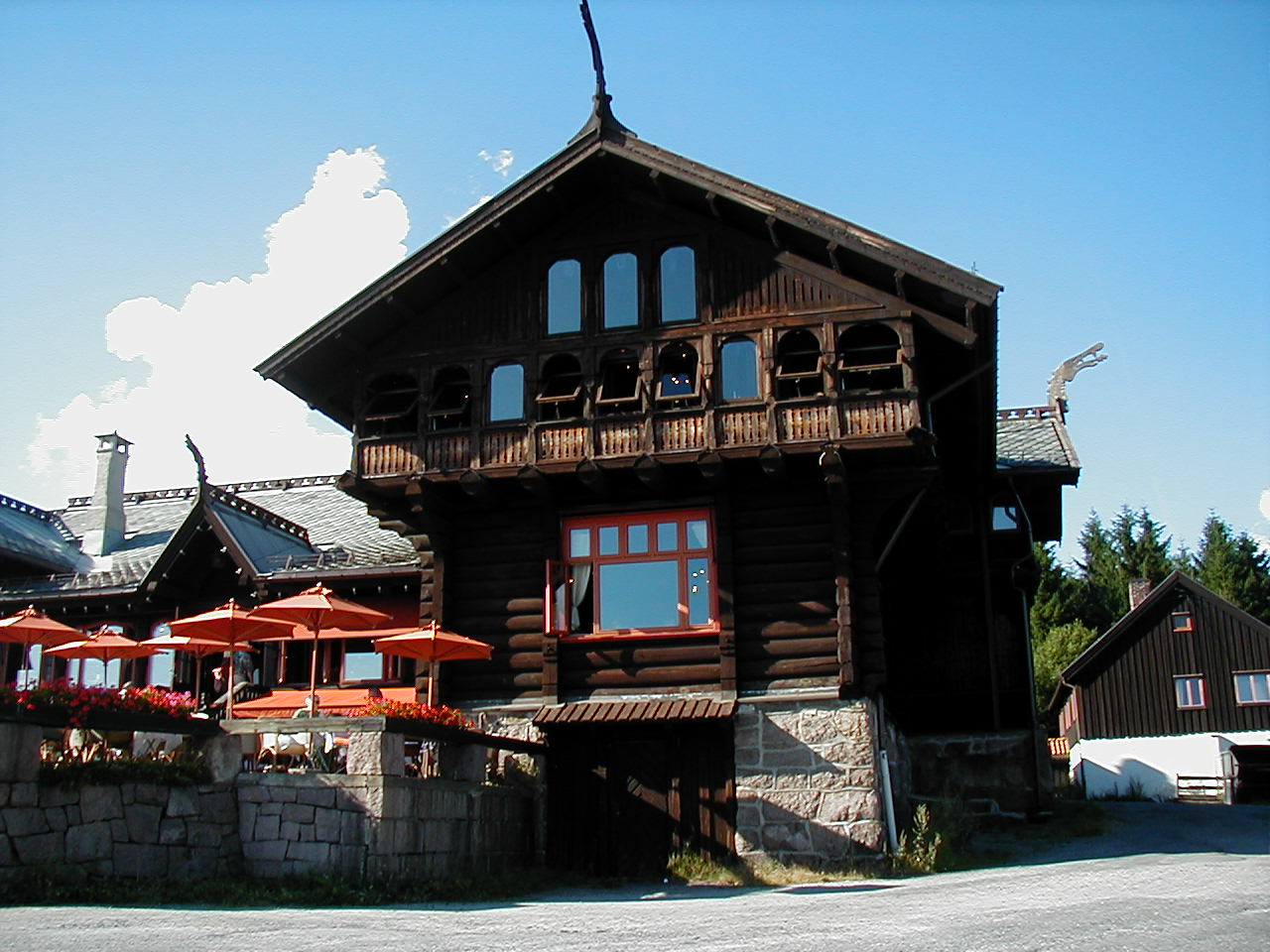
Restaurant Frognerseteren, Oslo
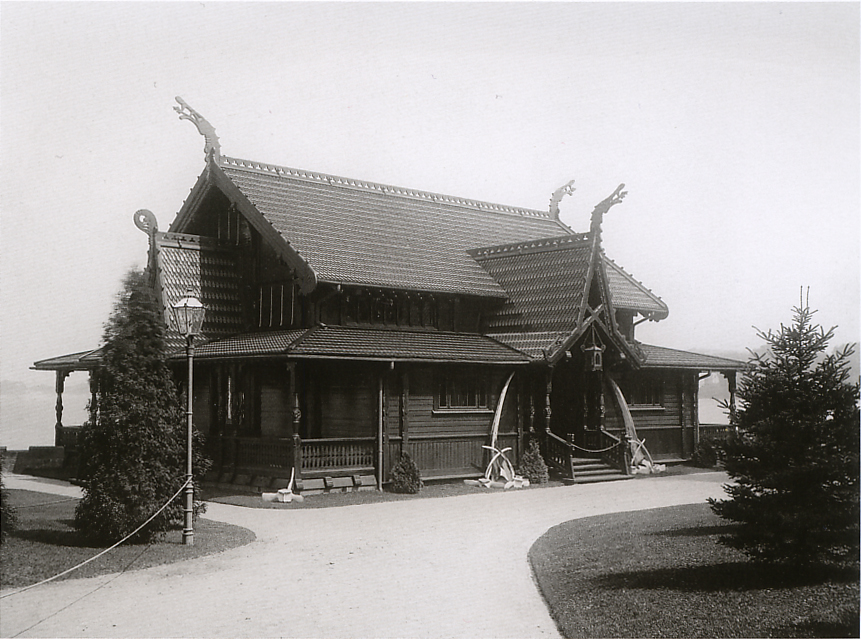
Empfangshalle, Matrosenstation Kongsnæs, Potsdam (Original zerstört)